# Râul Betsiboka
Râul Betsiboka este un râu lung de 525 de kilometri în partea central-nordică a Madagascarului. Curge spre nord-vest și se varsă spre Golful Bombetoka, formând o mare deltă. Își are originea la est de Antananarivo. Râul este înconjurat de mangrove. Râul se distinge pentru apa sa de culoare roșie, care este cauzată de sedimentele râurilor. Râul transportă o cantitate enormă de nămol roșiatic-portocaliu la mare. O mare parte din acest nămol este depus la gura de vărsare a râului sau în golf.
Este o dovadă dramatică a eroziunii catastrofale din nord-vestul Madagascarului. Îndepărtarea pădurii autohtone pentru cultivare și pășuni în ultimii 50 de ani a dus la pierderi anuale masive de sol care se apropie de 250 de tone metrice la hectar (112 tone pe hectar) în unele regiuni ale insulei, cea mai mare cantitate înregistrată oriunde în lume. Mai multe specii de pești sunt endemice la bazinul hidrografic, inclusiv cele trei ciclide Paretroplus petiti, P. tsimoly și P. maculatus.
Cel mai mare afluent al râului Betsiboka, râul Ikopa, drenează capitala Antananarivo.

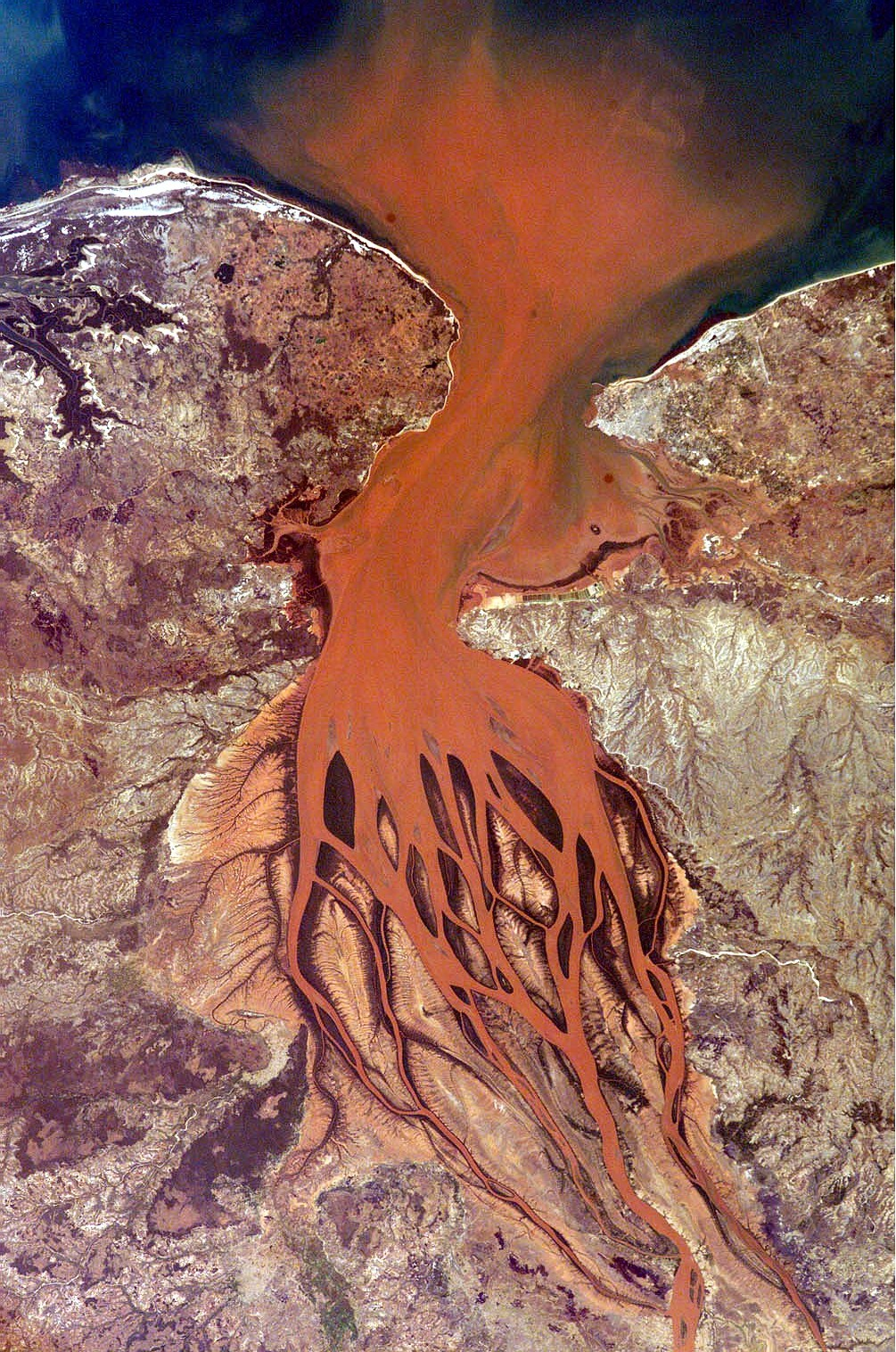
Estuarul râului Betsiboka văzut din spațiu
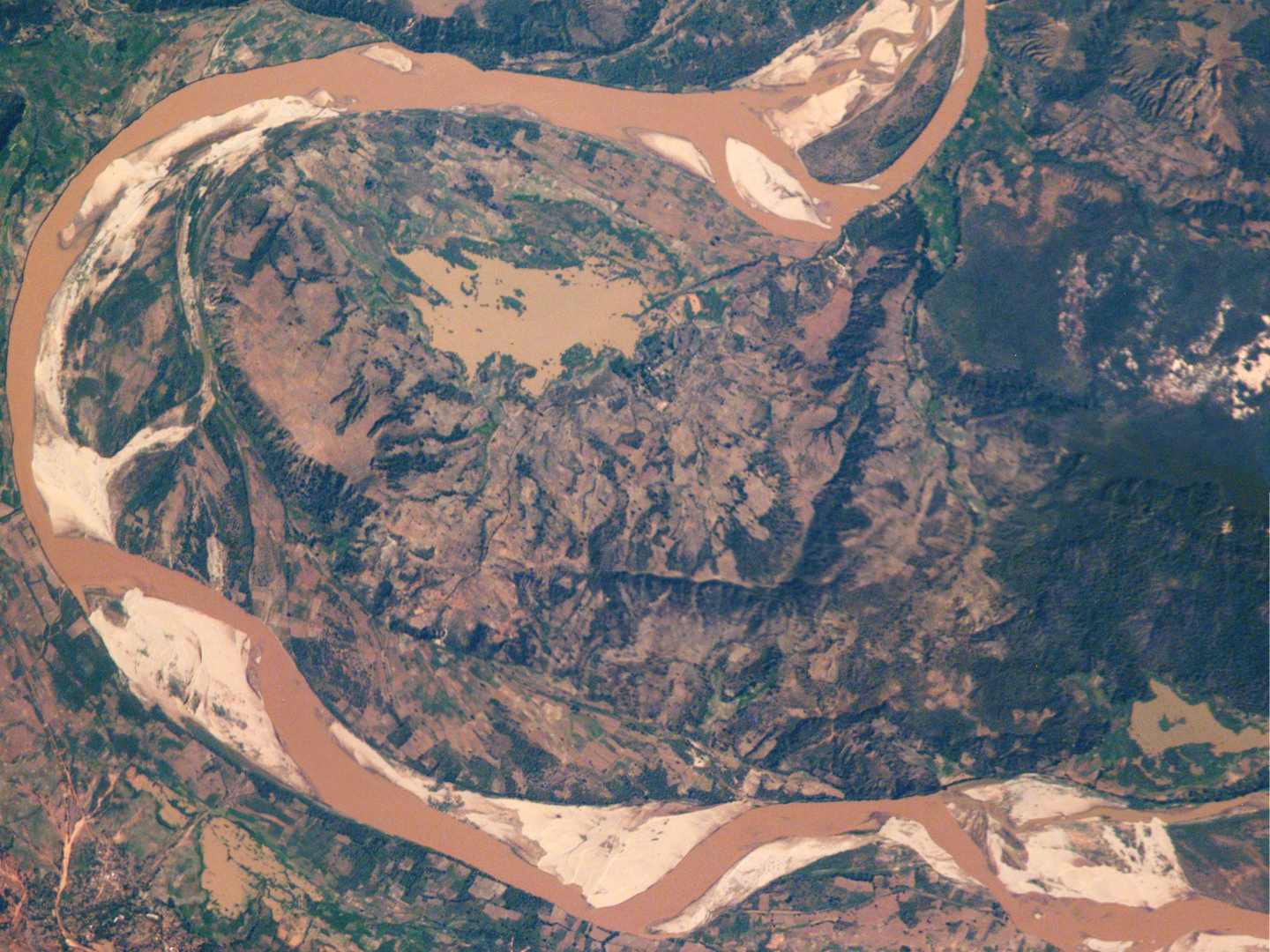
Râul Betsiboka în condiții normale
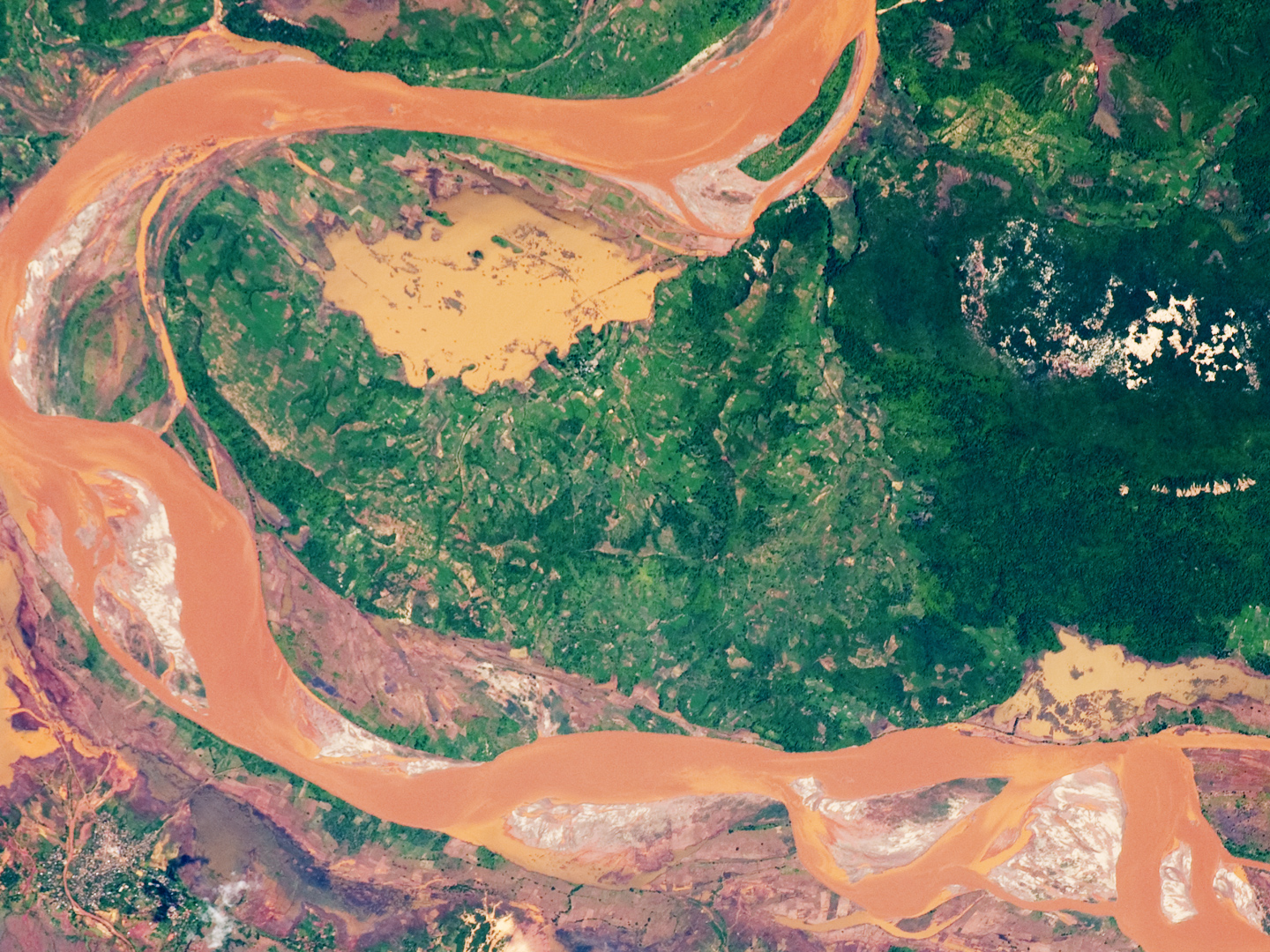
Râul Betsiboka când a fost inundat